# Trachyphyllum
Trachyphyllum là một chi rêu trong họ Pterigynandraceae.